# فرنسيس دولان كولينز
فرنسيس دولان كولينز (بالإنجليزية: Francis Dolan Collins) هو محامي وسياسي أمريكي، ولد في 5 مارس 1841 في قرية ساجرتيس في الولايات المتحدة، وتوفي في 21 نوفمبر 1891. حزبياً، نشط في الحزب الديمقراطي. وقد انتخب عضو مجلس ولاية بنسيلفانيا وانتخب عضو مجلس النواب الأمريكي.